# Lesky (Dorf)
Lesky (ukrainisch Леськи; russisch Леськи Leski) ist ein Dorf in der zentralukrainischen Oblast Tscherkassy mit etwa 3800 Einwohnern (2023).

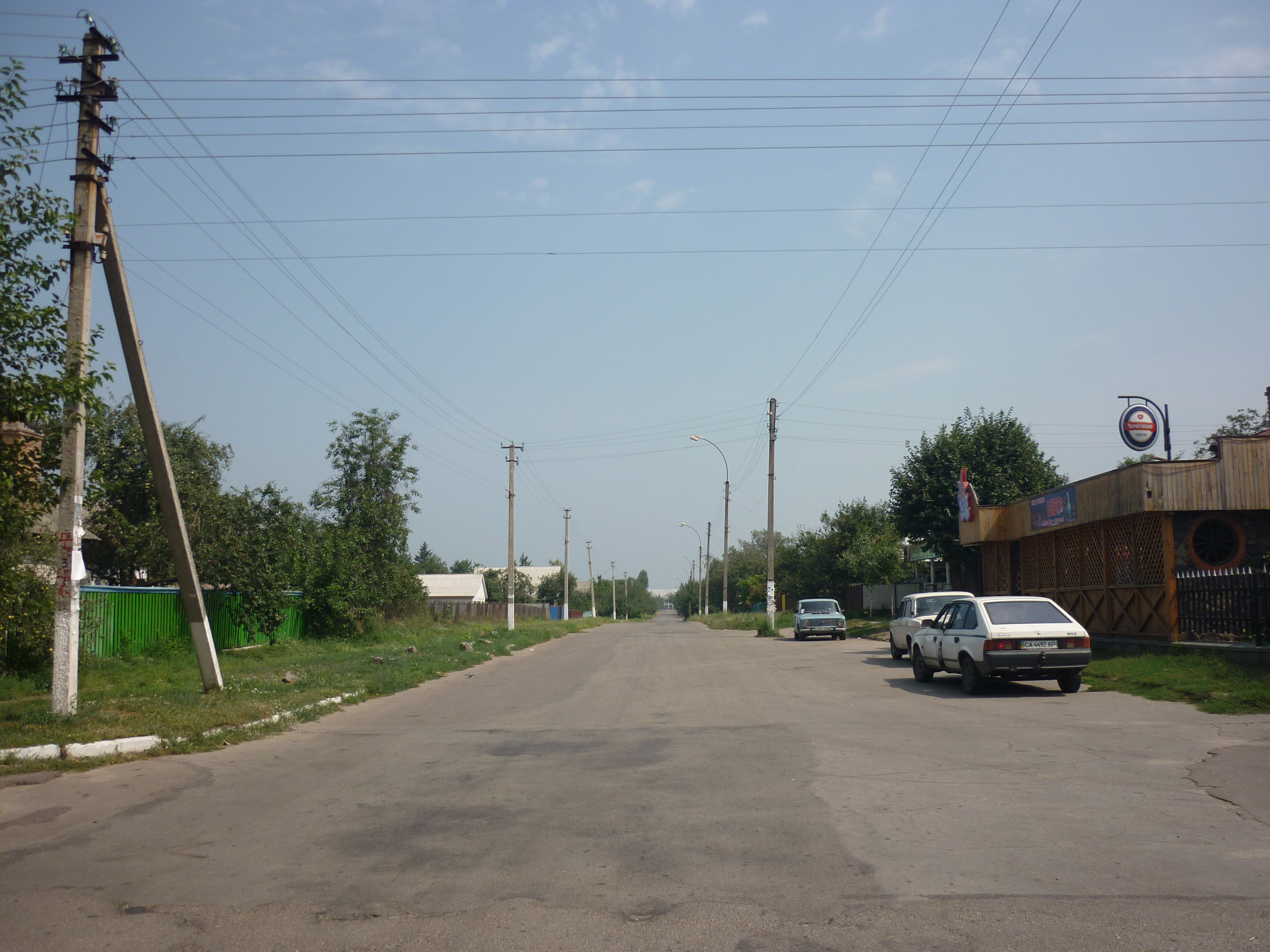
Dorfstraße

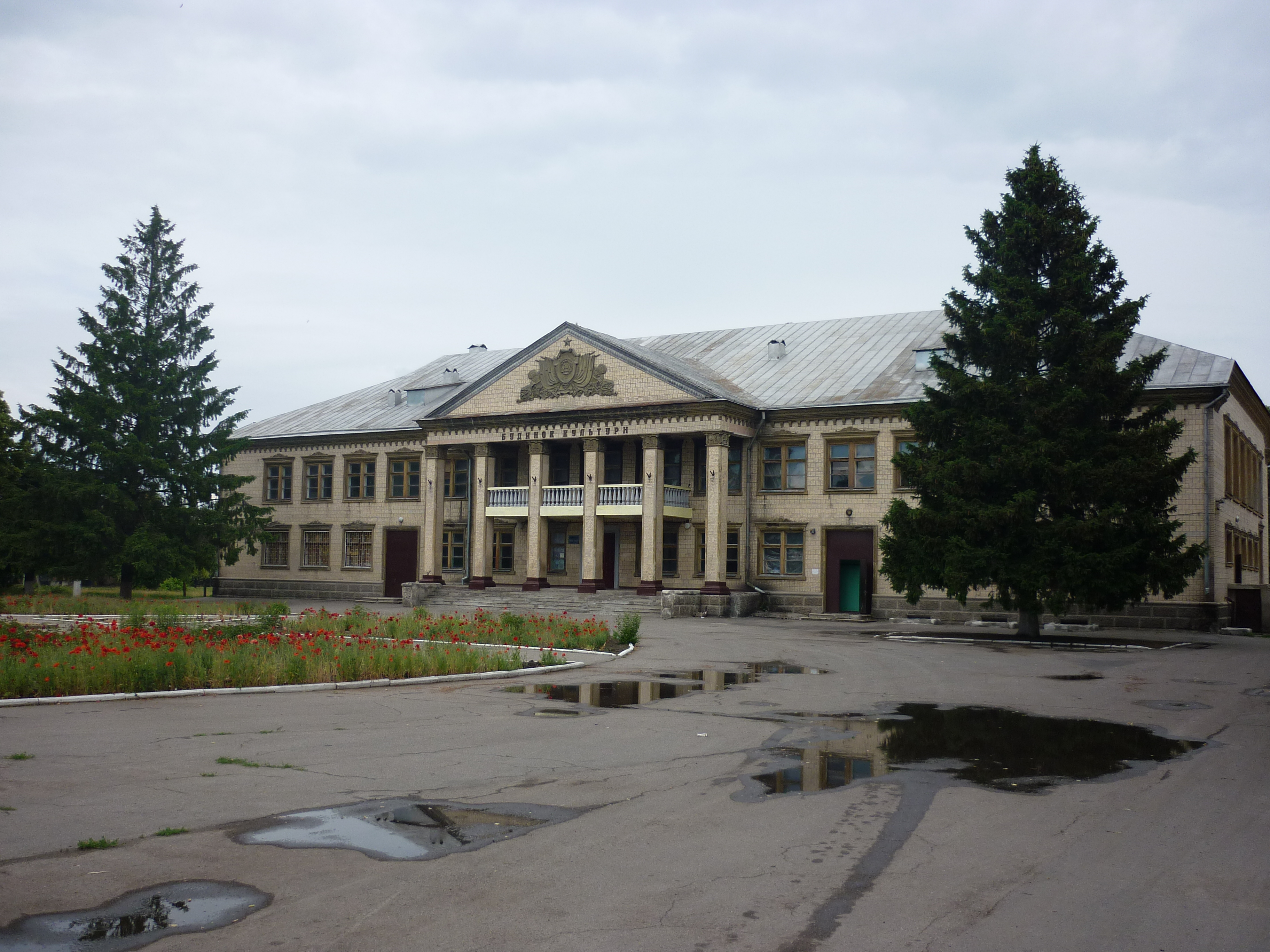
„Palast der Kultur“ in Lesky

Das 1726 erstmals erwähnte Dorf grenzt im Nordwesten an das Gemeindegebiet von Tscherwona Sloboda und im Nordosten an das Südufer des zum Krementschuker Stausee angestauten Dnepr. Durch Lesky verläuft die Regionalstraße P–10, über die man die Oblasthauptstadt Tscherkassy nach 18 km in nordwestliche Richtung erreicht.

## Verwaltungsgliederung
Am 17. Juli 2018 wurde das Dorf zum Zentrum der neugegründeten Landgemeinde Lesky (Леськівська сільська громада/Leskiwska silska hromada), zu dieser zählten auch das Dorf Chudjaky, bis dahin bildete es die gleichnamige Landratsgemeinde Lesky (Леськівська сільська рада/Leskiwska silska rada) im Osten des Rajons Tscherkassy.
Am 12. Juni 2020 kam noch weitere 3 in der untenstehenden Tabelle aufgelisteten Dörfer zum Gemeindegebiet.
Folgende Orte sind neben dem Hauptort Lesky Teil der Gemeinde:
| Name                     | Name       | Name                    |
| ukrainisch transkribiert | ukrainisch | russisch                |
| ------------------------ | ---------- | ----------------------- |
| Chudjaky                 | Худяки     | Худяки (Chudjaki)       |
| Dumanzi                  | Думанці    | Думанцы (Dumanzy)       |
| Tschornjawka             | Чорнявка   | Чернявка (Tschernjawka) |
| Tschubiwka               | Чубівка    | Чубовка (Tschubowka)    |